# エリック・フリードランダー

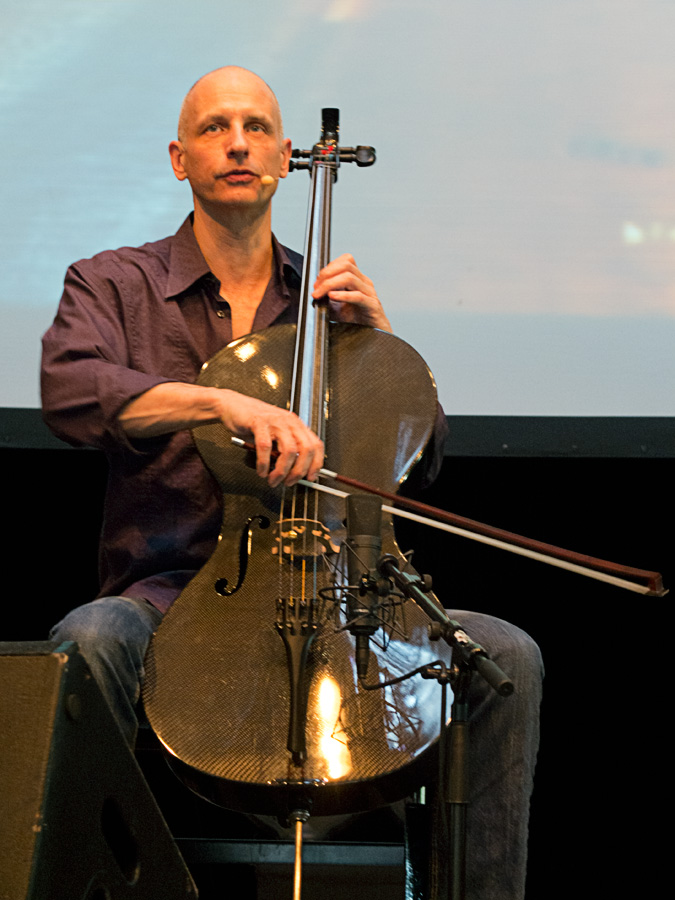
エリック・フリードランダー（2012年）

エリック・フリードランダー（Erik Friedlander、1960年7月1日 - ）は、ニューヨークを拠点とするアメリカのチェリスト、作曲家。
ニューヨークの実験的なダウンタウン・シーンにおけるベテランであるフリードランダーは、さまざまな分野で活動してきたが、おそらく最もよく知られているのは、サックス奏者のジョン・ゾーンとの頻繁なコラボレーションである。
フリードランダーは芸術と音楽に満ちた家庭で育った。父親は写真家のリー・フリードランダーで、アトランティック・レコードのために撮ったカバー写真の数々で有名である。その父親のR&Bとジャズ好きが、フリードランダーの音楽の好みを形作るのに役立った。フリードランダーは6歳でギターを弾き始め、2年後にはチェロも弾くようになった。1982年にコロンビア大学を卒業。
ゾーンとの仕事とは別に、フリードランダーはローリー・アンダーソン、コートニー・ラブ、アラニス・モリセットと仕事をしており、ジャズ/フュージョン・カルテットのトパーズ (Topaz)のメンバーも務めている。
歴史ドキュメンタリー『Kingdom of David: The Saga of the Israelites』では、オリジナル音楽を作成した。

## ディスコグラフィ

### リーダー・アルバム
- 『キメラ』 - Chimera (1995年、Avant)
- The Watchman (1996年、Tzadik) ※エリック・フリードランダーズ・キメラ名義
- Topaz (1999年、SIAM)
- Skin (2000年、SIAM) ※DVD版もある
- Grains of Paradise (2002年、Tzadik)[6]
- Quake (2003年、Cryptogramophone)
- Maldoror (2003年、Brassland)
- Eiger (2006年、SkipStone)
- Prowl (2006年、Cryptogramophone)
- Schio Duomilaquatro (2006年、Stella Nera)
- Giorni Rubati (2006年、Bip-Hop)
- Block Ice & Propane (2007年、SkipStone)
- Volac: Book of Angels Volume 8 (2007年、Tzadik) ※作曲：ジョン・ゾーン
- Broken Arm Trio (2008年、SkipStone)
- Vanishing Point (A Road Journal DVD)
- Alchemy (2010年、SkipStone)
- 50 Miniatures for Improvising Quintet (2010年、SkipStone)
- Bonebridge (2011年、SkipStone)
- American Power (2012年、SkipStone)
- Claws and Wings (2013年、SkipStone)
- Nothing on Earth (2014年、SkipStone)
- Nighthawks (2014年、SkipStone)
- Illuminations (2015年、SkipStone)
- Oscalypso (2015年、SkipStone)
- Rings (2016年、SkipStone)
- Artemisia (2018年、SkipStone)

マサダ・ストリング・トリオ
- The Circle Maker (1998年、Tzadik)
- Filmworks XI: Secret Lives (2002年、Tzadik)
- 50th Birthday Celebration Volume 1 (2003年、Tzadik)
- Azazel: Book of Angels Volume 2 (2005年、Tzadik)
- Haborym: Book of Angels Volume 16 (2010年、Tzadik)

バー・コクバ
- The Circle Maker (1998年、Tzadik)
- 50th Birthday Celebration Volume 11 (2005年、Tzadik)
- Lucifer: Book of Angels Volume 10 (2008年、Tzadik)

### 参加アルバム
ジョン・ゾーン
- Redbird (1995年、Tzadik)
- Filmworks IV: S&M + More (1997年、Tzadik)
- Filmworks VI: 1996 (1997年、Tzadik)
- Filmworks VIII: 1997 (1998年、Tzadik)
- Music for Children (1998年、Tzadik)
- The String Quartets (1999年、Tzadik)
- The Big Gundown: 15th Anniversary Special Edition (2000年、Tzadik)
- Madness, Love and Mysticism (2001年、Tzadik)
- Filmworks X: In the Mirror of Maya Deren (2001年、Tzadik)
- Cobra: John Zorn's Game Pieces Volume 2 (2002年、Tzadik)
- 『FILM WORKS12』 - Filmworks XII: Three Documentaries (2002年、Tzadik)
- 『FILM WORKS13』 - Filmworks XIII: Invitation to a Suicide (2002年、Tzadik)
- Filmworks XIX: The Rain Horse (2008年、Tzadik)
- Filmworks XX: Sholem Aleichem (2008年、Tzadik)
- What Thou Wilt (2010年、Tzadik)
- The Concealed (2012年、Tzadik)
- Fragmentations, Prayers and Interjections (2014年、Tzadik)

ローリー・アンダーソン
- 『ライフ・オン・ア・ストリング』 - Life on a String (2001年、Nonesuch)

シロ・バプティスタ
- Beat the Donkey (2002年、Tzadik)
- Banquet of the Spirits (2008年、Tzadik)
- Infinito (2009年、Tzadik)

ユリ・ケイン
- Wagner e Venezia (1997年、Winter & Winter)

ネルス・クライン
- Lovers (2016年、Blue Note)

シルヴィー・クロヴァジェ
- Abaton (2003年、ECM)

デイヴ・ダグラス
- Five (1996年、Soul Note)
- Convergence (1999年、Soul Note)

マーク・フェルドマン
- Book of Tells (2001年、Enja)

ベニー・ゴルソン
- 『ONE DAY FOREVER』 - One Day, Forever (2001年、Arkadia Jazz) ※1999年録音

マイラ・メルフォード
- The Same River, Twice (1996年、Gramavision)
- Above Blue (1999年、Arabesque)

マルチン・オレシュ & バルトゥオミ・オレシュ
- Chamber Quintet (2005年、Fenommedia)

マイク・パットン
- Pranzo Oltranzista (1997年、Tzadik)

ジェイミー・サフト
- A Bag of Shells (2010年、Tzadik)

ワダダ・レオ・スミス
- Lake Biwa (2004年、Tzadik)

ダー・ウィリアムス
- Mortal City (1996年、Razor & Tie)

## フィルモグラフィ
- Kingdom of David: The Saga of the Israelites (2003年)
- Spade (2014年)
- 『サラブレッド』 Thoroughbreds (2017年)
- 『オー・ルーシー!』 - Oh Lucy! (2017年)